# Ninive
Ninive (akadsko Ninwe, klasično sirsko ܢ ܸ ܢ ܘ ܵ ܐ, hebrejsko נינוה Nīnewē, grško Νινευή /Nineuē/, perzijsko نینوا,  latinsko Nineve, arabsko نينوى /Ninawa/) so bile glavno mesto Asirije v zadnjih nekaj desetletjih Asirskega cesarstva. Vso asirsko zgodovino so bile poleg Ašurja, Kalaha in Arbela eno najpomembnejših mest.
Kakšnih petdeset let so bile največje mesto na svetu, dokler niso po državljanski vojni in napadu nenavadne koalicije Babiloncev, Medijcev, Perzijcev, Kaldejcev, Skitov in Kimerijcev leta 616 pr. n. št. popropadle.

## Lokacija
Ninive so danes del mesta Mosula, ki je drugo največje mesto v Iraku in se nahaja na vzhodni obali Tigrisa, le nekaj kilometrov nizvodno od Kurdskih gora. Sodobni Mosul se je razširil tudi ob zahodni obali reke. To področje je bilo ugodno za nastanek pomembnega naselja, saj je poljedelsko bogat kraj. Trgovska prednost Ninive je bila v tem, da se je nahajala na poti, ki je ob Tigrisu povezovala sever in jug in je bila v bližini poti, ki je sledila južne obronke Kurdskih gora in povezovala vzhod in zahod.

## Zgodovina
Zgodovina Ninive je del zgodovine Asirije. Glavno božanstvo in zaščitnica mesta je bila Ištar, boginja ljubezni in vojne. Mesto je bilo naseljeno že v prazgodovini, vendar ni nič znanega o mestu vse do sredine 3. tisočletja pr. n. št. (okoli 2400 pr. n. št.), ko je Niniva prišla pod politično kontrolo akadskih kraljev z juga, in je zapisano da je eden teh kraljev, Maništušu (okoli 2269-2255 pr. n. št.) obnovil Ištarin tempelj.
Naslednjič je imela Niniva pomembno vlogo v dobi Šamši-Adada I. (okoli 1813-1781 pr. n. št.), ki je prav tako obnovil Ištarin tempelj in v napisu omenil tudi Maništušuovo delo. Razen v teh dveh obdobjih, ko so v Ninivah gospodarili tuji vladarji, je bilo to neodvisna mestna država brez pomembnih političnih zvez z ostalimi mesti srednjega dela Asirije.
Sredi 2. tisočletja pr. n. št. so Ninive je prišle pod oblast kraljestva Mitani in za pol stoletja postane eden od vazalov Mitanija. Kip boginje je bil poslan faraonu Amenhotepu III. v Egipt.  1365 pred našim štetjem mesto prevzamejo vladarji Ašurja. To je bil začetak nastajanja Asirije. Od kraljevanja Ašur Ubalita I. (1363-1328 pr. n. št.) dalje je Niniva, skupaj z ostalimi mesti srednje Asirije, sestavni del asirskega imperija (1365-1050 pr. n. št.).
V času Srednje asirskega cesarstva, so asirski veliki kralji (Šalmaneser I. in Tiglat-Pileser I.) izvajali obsežna gradbena dela v mestu, vedno pa bili pozorni na tempelj boginje Ištar. Enako politiko so nadaljevali tudi kralji Novoasirskega cesarstva. V času od Ašurnasirpal II. (vladal 883-859 pred našim štetjem) dalje je bilo precej arhitekturnih širitev. Zatem so zaporedni vladarji kot Sargon II., Senaherib, Esarhaddon in Ašhurbanipal obnavljali in gradili nove palače, templje bogovom Sin, Ashur, Nergal, Šamaš, Ninurta, Ištar in Nabu.
Niniva je z Sanheribovim (704-681 pr. n. št.) odlokom postala prestolnica Asirije. Istočasno se je v mestu začel tudi velik program obnove in izgradnje. Snaherib je tako dal zgraditi veličastno palačo in svečano ulico, ki je v središču mesta vodila od palače proti mostu preko Tigrisa. Njegovi graditelji so ustvarili kompleksen sistem vodovoda in kanalov, da bi v mesto speljali vodo in omogočili namakanje kraljevih vrtov. Mesto je bilo ograjeno z velikim obzidjem z nekaj utrjenimi vrati, katerih ostanki so še vidni. V tem času je skupna površina Ninive obsegala približno 7 kvadratnih kilometrov (730 hektarjev) in imela petnajst velikih vrat v obzidju. V mestu je živelo okoli 100.000 prebivalcev (morda 150.000), približno dvakrat toliko kot v Babilonu in ga uvršča med največja naselja v tedanjem svetu.
Palača je bila približno 503 x 242 metrov velika. Sestavljalo jo je najmanj 80 sob, od katerih so bile mnoge okrašene s kipi. V palači so našli veliko število plošč s klinopisom. Trden temelj je bil narejen iz apnenčastih in blatnih opek in je bil 22 metrov. V celoti je bil temelj narejen iz približno 2.680.000 kubičnih metrov opek (približno 160 milijonov opek). Stene na vrhu so bile izdelane iz blatnih opek, dodatnih 20 metrov v višino. Nekatere od glavnih vratih so obdajali velikanski kamni z maso do 30 t z vključenimi številnimi krilatimi levi ali biki z moškimi glavami. Ti so bili prepeljani 50 km iz kamnolomov na Balatai. Obstaja tudi 3000 metrov kamnitih plošč z vklesanimi reliefi, ki predstavljajo slikovne evidence, ki dokazujejo vsak gradbeni korak, tudi klesanje kipov in njih prevažanje z barko. Ena slika prikazuje 44 ljudi, ki vlečejo ogromen kip. Relief prikazuje tudi tri moške, ki usmerjajo delo, medtem ko stojijo na kolosu. Večina kipov tehta med 9000 in 27.000 kilogramov.
Vklesano v stenah je veliko prizorov bitk, prizorov natikanja, Senaherib in može, ki paradirajo kot vojni plen pred njim. Hvali se tudi o svojih osvajanjih: napisal je v babilonščini "svojim prebivalcem, mladi in stari, nisem prizanesel in z njihovimi trupli napolnil sem ulice mesta." Kasneje je pisal o bitki pri Lakišu itd. 
Ninive je ostala prestolnica Asirije, vse do padca cesarstva in mesta leta 612. pr. n. št. pod oblast Medijcev in Babiloncev.

## V Bibliji
Večina biblijskih mest, ki omenjajo Ninive, se nanaša na obdobje, ko je bila prestolnica Asirije. Tukaj je tudi poročilo iz Geneze, ki govori o Nimrodu in njegovih mestih, med katerimi je omenjeno tudi Ninive. Za biblijske pisce je to mesto vedno sedež največjega sovražnika kraljestva Judov in Izraela in vsi preroki omenjajo njegov padec (usp. Sef 2,13). Ninive je v središču zanimanja Janezove knjige, zato se v mestu tudi nahaja svetišče tega preroka.

## Izgled in arheološka raziskovanja
V času vzpona je mesto obsegalo področje okoli 750 hektarjev in bilo obdano z 12,5 km dolgim opečnim obzidjem. Znotraj mesta sta bili dve utrdbi, ki se danes imenujeta Kouyunjik in Nabi Yunus, deli pa jih ih reka Hosr. Področje Kouyunjik je bilo detajlno raziskano, ker pa se v Nabi Yunus nahaja svetišče preroka Jone (od tod tudi ime Nabi Yunus, kar v arabščini pomeni »Prerok Jona«), se ga sodobni arheologi niso mogli niti dotakniti.
Resna raziskovanja so se začela sredi 19. stoletja pod vodstvom francoskih in britanskih arheologov, kasneje pa so se v izkopavanja vključile tudi druge države in iraški arheologi. Za razliko od Ašurja in Kalaha, so bila raziskovanja v Ninivah večkrat prekinjena. Kljub težavam so ob koncu 19. stoletja našli Asurbanipalovo knjižnico, ki predstavlja najpomembnejši vir za zgodovino in kulturo Asirije. Danes je shranjena v Britanskem muzeju v Londonu.

### Mestno obzidje in vrata
Ruševine Ninive so bile obdane z ostanki masivnega kamnitega in opečnega zidu okoli leta 700 pred našim štetjem. Približno 12 km dolg zid je bil sestavljen iz klesanega kamna kot podporni zid okoli 6 metrov visok, na katerem je bil opečni zid še približno 10 metrov visoko in 15 metrov debelo. Kamniti oporni zid je imel kamnite stolpe v razmiku približno vsakih 18 metrov. Kamniti zid s stolpi je bilo zaključen s tristopenjskimi cinami (nadzidki ali prsobrani).
Obzidje je opremljen s petnajstimi monumentalnimi vrati. Poleg tega, da služi kot kontrolne točke na vstopu in izstopu iz mesta, so se te strukture verjetno uporabljale kot vojašnica in orožarna. Podlage za stene obokanih vrat in notranjih komor prehodom so bile obložene s fino rezanim kamnom približno 1 meter visokim. Stopnice so tekle iz enega od notranjih prostorov na vrh opečnega zidu.
Pet vrat je bilo približno raziskanih:
Vrata Mashki v prevodu "Vrata k vodi" in so jih uporabljali, da so gnali živino piti iz reke Tigris, ki trenutno teče približno 1,5 km proti zahodu. Narejena so z utrjeno blatno opeko z obokanim prehodom. Asirski izvirnik je bil lahko ometan in okrašen.
Vrata Nergal imenovan po bogu Nergalu, morda so jih uporabljali za nekatere slavnostne namene, saj so edina znana vrata, ki jih obdajajo kamniti kipi krilatih bikov (lamassu). Rekonstrukcija je hipotetična, saj je vrata izkopal Layard v sredini 19. stoletja, obnovljena so bila v sredini 20. stoletja.
Vrata Adad imenovan po bogu Adadu. Rekonstrukcija se je začela leta 1960 vendar ni bila končana. Rezultat je neprijetna mešanica betona in izginjajoče opeke, ki pa kljub temu kaže kakšna je bila prvotna struktura. Na srečo je bager pustil nekaj značilnosti neizkopanih, ki omogočajo pogled na prvotno asirsko gradnjo. Dejanja zadnjih vladarjev Ninive je mogoče videti, da so v naglici zgradili opečno gradnjo, ki zožuje prehod na 4-2 metrov.
Vzhodno obzidje in Vrata Šamaš imenovana po bogu sonca šamašu se odprejo na poti k Arbilu. Izkopal jih je Layard v 19. stoletju. Kamniti oporni zid in del opečne konstrukcije sta bila obnovljena leta 1960. Rekonstrukcija opeke se je močno poslabšala. Kamniti zid je približno 20 metrov od linije glavnega zidu. To so edina poševna vrata. Danes kupčki na mestih stolpov nad okoliškim terenom. Njena velikost in oblika kažejo, da so bila to najbolj pomembna vrata v Novoasirskih časih.
Vrata Halzi blizu južnega konca vzhodnega mestnega obzidja. Raziskovalna izkopavanja je tu izvajala University of California z ekspedicijo leta 1989-1990. Obstaja navzven nagnjeno mestno obzidje, čeprav ne tako izrazito kot pri vratih Šamaš. Prehod je bil zožen opeka na približno 2 m kot pri vratih Adad. Človeške ostanke iz zadnje bitke pri Ninivah so našli v podhodu.